# Allosyncarpia
Allosyncarpia (vernakularno: anbinik), monotipski rod drveća iz porodice mirtovki (Myrtaceae) smješten u tribus Eucalypteae. 
Ova golema stabla rastu samo na sjeveru Australije na području bioregije Arnhem Plateau. Debla ovih stabala mogu biti promjera više od tri metra, a cvjetaju svake tri do sedam godina za vrijeme od listopada do prosinca. Plodovi se otvaraju od veljače do ožujka i sjeme im padne na zemlju da klijaju.
Šume anbinika, kako ga lokalno stanovništvo naziva, dom su mnogim životinjskim vrstama, među kojima i ptici Meliphaga albilineata. Aboridžinsko pleme Bininj iz Arnhemove zemlje ljepljivi sok anbinik-a koristi kao antiseptik za posjekotine i čireve. Drvo se ponekad koristi za izradu borbenih štapova.